# Phil Coulter
Philip Coulter (Derry, 19 febbraio 1942) è un compositore, cantautore e produttore discografico irlandese.
Nella sua carriera Coulter ha accumulato 23 dischi di platino, 39 dischi d'oro, 52 dischi d'argento, due premi Grand Prix Eurovision, cinque Ivor Novello Awards, tra cui quello di cantautore dell'anno, tre premi dell'American Society of Composers, Authors and Publishers, una nomination ai Grammy, un Meteor Award, un National Entertainment Award, una Rose d'or d'Antibes ed è stato premiato con il Gold Badge dalla British Academy of Songwriters, Composers and Authors nell'ottobre 2009.

## Biografia
Coulter è nato a Derry, in Irlanda del Nord, quartogenito di una numerosa famiglia, con due fratelli e una sorella maggiori e una sorella minore, ognuno nato con un anno di differenza tra loro, durante il culmine della seconda guerra mondiale. Suo padre (di Strangford, nella contea di Down), faceva parte di una minoranza di poliziotti cattolici nel Royal Ulster Constabulary e sua madre era di Belfast.
Il padre di Coulter, anche lui di nome Phil, incoraggiava la musica in casa. Suonava il violino mentre sua moglie suonava il pianoforte verticale. L'allora giovane giovane Coulter ricorda questo pianoforte come "il pezzo di arredamento più importante della casa".
Una delle canzoni più popolari di Coulter, "The Town I Loved So Well", tratta della città martoriata della sua gioventù, piena di "quel dannato filo spinato" durante i Troubles.
Fondò la sua prima band alla Queen's University di Belfast, suonando dapprima musica rock and roll nonostante studiasse musica classica. Coulter fu anche fondatore del Glee Club, che organizzava eventi musicali per l'università. Nel 1964, il suo ultimo anno di università, Coulter aveva già scritto un paio di canzoni di successo in Irlanda e si trasferì a Londra, dove il suo primo lavoro fu come arrangiatore/cantautore con un editore musicale in Denmark Street. Da qui fu assunto per lavorare con artisti come Billy Connolly, Van Morrison, Jerry Lee Lewis e Tom Jones.
Nel 1965, incontrò Bill Martin e i due si affermarono come una coppia di autori di successo che durò più di dieci anni (Martin per i testi, Coulter per la melodia). Scrissero la canzone vincitrice con Sandie Shaw dell'Eurovision Song Contest del 1967, "Puppet on a String", che divenne un successo internazionale. L'anno successivo la loro canzone "Congratulations", cantata da Cliff Richard, arrivò seconda all'Eurovision. Sette anni dopo "Congratulations", un'altra canzone di Coulter, "Toi", co-scritta con Pierre Cour, fu eseguita per il Lussemburgo dalla futura moglie di Coulter, Geraldine, a Stoccolma. Coulter diresse l'orchestra per la canzone, che arrivò quinta.
Nel 1975, Coulter e Martin vinsero congiuntamente un Ivor Novello Award per il "Songwriter of the Year".
Nel 1984 Coulter si lanciò come artista in proprio e iniziò pubblicando un album strumentale da solista da titolo Classic Tranquility. Il suo seguito, Sea of Tranquility, raggiunse la posizione n. 46 nella UK Albums Chart e rimase in classifica per quattordici settimane. L'album successivo, Phil Coulter's Ireland raggiunse il n. 86 nel Regno Unito. Si trasferì da Londra di nuovo in Irlanda, dove stabilì la sua casa di pubblicazioni musicali nella proprietà della sua residenza Bray, a sud di Dublino.

## Vita privata
Il primo matrimonio di Coulter fu con Angela Coulter; il loro secondo figlio nacque con la sindrome di Down e morì all'età di quattro anni. Con l'incoraggiamento di Luke Kelly, per aiutarlo a superare il difficile momento, scrisse la canzone Scorn Not His Simplicity ("Non disprezzare la sua semplicità") sulle sue esperienze con il problema del figlio. Kelly registrò la canzone e questa apparve sull'LP Revolution del 1970 dei The Dubliners, diventando la versione definitiva e in seguito è stata registrata da diversi artisti ma, per il profondo e struggente contenuto personale, Kelly riteneva che la canzone non dovesse essere cantata se non in occasioni speciali e non durante ogni esibizione.
Nel 1974, Coulter fu contattato dal Lussemburgo per scrivere una canzone per l'Eurovision Song Contest del 1975, dopo il suo successo con "Puppet on a String" del 1967 e la sua "Congratulations" del 1968. Mentre cercava una cantante vide Geraldine Brannigan in una pubblicità televisiva della Guinness a Dublino e sentì che doveva incontrarla. Lei andò a rappresentare il Lussemburgo e arrivò al quinto posto.
Nel novembre 1998, Coulter ha sposato Brannigan in una cerimonia informale all'anagrafe di Wicklow, alla quale hanno assistito i loro sei figli, Danielle, Dominique, Alexandra, Daragh, Ryan e Georgina e pochi ospiti. Coulter e sua moglie vivono a Bray, nella contea di Wicklow.

## Sport
Coulter è stato presidente del Derry City Football Club ed è noto per essere un attivo sostenitore del club, avendo tentato di aiutarlo in un momento di problemi finanziari nei primi anni 2000.
Nel 1995, l'Irish Rugby Football Union commissionò a Coulter la scrittura di un inno politicamente neutrale per la squadra nazionale di rugby dell'Irlanda, che rappresentasse tanto la Repubblica d'Irlanda quanto l'Irlanda del Nord. Il risultato fu Ireland's Call, che viene eseguito accanto, e in alcuni casi al posto di Amhrán na bhFiann, l'inno ufficiale irlandese. Oltre a essere usato dalla nazionale irlandese di rugby e dalle squadre nazionali minori, Ireland's Call è stato adottato anche dalle squadre nazionali irlandesi di hockey prato, cricket, rugby league, e in generale dagli sport che rappresentano l'isola di Smeraldo nella sua integralità.